# Nikolaï Severtsov
Nikolaï Alekseïevitch Severtsov (en russe : Никола́й Алексе́евич Северцов) est un explorateur et un naturaliste russe, né le 24 octobre 1827 et mort le 8 février 1885.

## Biographie
Il part en 1857 dans la région du fleuve Syr-Daria en Asie centrale. Il est fait prisonnier par les Turkmènes et blessé par des coups de sabre dont il gardera toujours la trace. Libéré au bout d'un mois par les militaires russes, il retourne à nouveau dans cette région, à Tachkent en 1864. Il fait le récit de son aventure dans Un mois de captivité chez les Kokandiens. Avec une carte du bas Syr-Daria publié à Saint-Pétersbourg en 1860. Severtsov fait paraître de nombreux ouvrages sur le règne animal dont Distribution verticale et horizontale des animaux du Turkestan en 1873 où il décrit de nombreuses espèces, dont 384 oiseaux. Durant un autre voyage en 1877-1878, il explore le Pamir et y étudie les lignes de migration d'Asie centrale. Il meurt accidentellement, noyé.
Les expéditions scientifiques de cette époque étaient préliminaires à une hypothétique colonisation. L'expérience de Severstov servait les arguments des partisans de la conquête parce qu'il mettait en avant la dangerosité de la région dont il avait fait l'expérience personnelle. 

## Transcriptions
Son nom peut également être orthographié Severtzov, notamment dans les transcriptions anglaises. Dans les bulletins des différentes sociétés savantes russes (écrits en français), dont la Société impériale des naturalistes de Moscou, son nom s'écrivait Sewertzoff, Severtsef ou Severtseff.

### Source
- Maurice Boubier, L’Évolution de l’ornithologie, Paris, Alcan, coll. « Nouvelle collection scientifique », 1925, ii + 308